# 23410 Vikuznetsov
23410 Vikuznetsov eller 1978 QK2 är en asteroid i huvudbältet som upptäcktes den 31 augusti 1978 av den rysk-sovjetiske astronomen Nikolaj Tjernych vid Krims astrofysiska observatorium på Krim. Den har fått sitt namn efter Victor Ivanovich Kuznetsov.
Asteroiden har en diameter på ungefär 2 kilometer.